# Збройні сили Бахрейну
Сили оборони Бахрейну (араб. قوة دفاع البحرين) — сукупність військ Королівства Бахрейн призначена для захисту свободи, незалежності та територіальної цілісності держави. Більше відомі як Бахрейнські Сили Оборони (Bahrain Defence Force, BDF).
Складаються із сухопутних військ, військово-морських та військово-повітряних сил. Налічують близько 13,000 особового складу та складається з Королівських Військово-повітряних сил Бахрейну, Королівських Сухопутніх військ Бахрейну, Королівського військово-морського флоту і Королівської Медичної служби Бахрейну (в народі часто називають Bahrain Defense Force Hospital — Військовий госпіталь Бахрейну). Крім BDF, сили громадської безпеки та берегова охорона доповідають в Міністерство внутрішніх справ.
У січні 2008, наслідний принц, Салман бін Хамад бін Іса аль-Халіфа був призначений заступником Верховного Головнокомандувача, в той час як Халіфа бен Ахмед Аль Халіфа був призначений Верховним головнокомандувачем в BDF.

## Підтримка GCC
Бахрейн, за підтримки з боку партнерів з GCC почав оновлювати свою армію у відповідь на загрози з боку Іран-Ірак та воєн в Перській затоці.
В 1982 році GCC дав Бахрейну $1.7 млрд, щоб допомогти поліпшити свою оборону. Витрати на оборону в Бахрейні стабільні з 1999 року. Уряд витрачає близько $320 млн в рік на армію.

## Головнокомандувачі BDF
| # | Ім'я                                | Фото | Вступив на посаду | Покинув пост |
| - | ----------------------------------- | ---- | ----------------- | ------------ |
| 1 | Хамад бен Іса Аль Халіфа            |      | 1969              | 1999         |
| 2 | Салман бін Хамад бен Іса Аль Халіфа |      | 1999              | 2008         |
| 3 | Халіфа бен Ахмед Аль Халіфа         |      | 2008              | Наш час      |

## Склад збройних сил

### Сухопутні війська
3 бригади — бронетанкова (2 бронетанкових і 1 розвідувальний батальйон), піхотна (2 механізованих і 1 моторизований піхотний батальйон), артилерійська, батальйон гвардії еміра, батальйон спеціального призначення, змішаний зенітний дивізіон (2 ЗРК і 1 артилерійська батарея).
Особовий склад — 6000 чоловік (на 2010 рік). Техніка, переважно із США, частково із ЄС.
Сухопутні війська мають на балансі 180 танків M60 ru, 25 БМП YPR-765, бронетраспортери із США, Великої Британії та Франції, основні БТРи — M113 (110 штук). Також є незначна кількість БРМ — 22 французьких AML-90, 8 австралійських Shorland S52 і 16 британських БРМ на зберігання.

### Військово-морські сили
Морські сили Бахрейну складаються з 11 ударних суден, 22 патрульних суден і 700 чоловік особового складу. Разом з береговою охороною 1770 чоловік. Флагман флоту — фрегат Sabha (FFG 90) класу «Олівер Хазард Перрі» ru (спущений на воду у 1980 році) і подарований США Бахрейну у 1996 році. Флот базується в Mina Salman Naval Base та Manama Naval Base.

### Повітряні сили
Військово-повітряні сили озброєні американськими літаками F-16 Fighting Falcon (12 штук) та гелікоптерами Bell AH-1 Cobra (14 штук).

### Національна гвардія
Створена в 1997 році. Чисельність особового складу — близько 2 000 чоловік.

### Королівська Медична служба Бахрейну (Bahrain Defense Force Hospital)
Створена в 1968 році. В Королівській Медичній службі Бахрейну працює 800 чоловік.

## Галерея

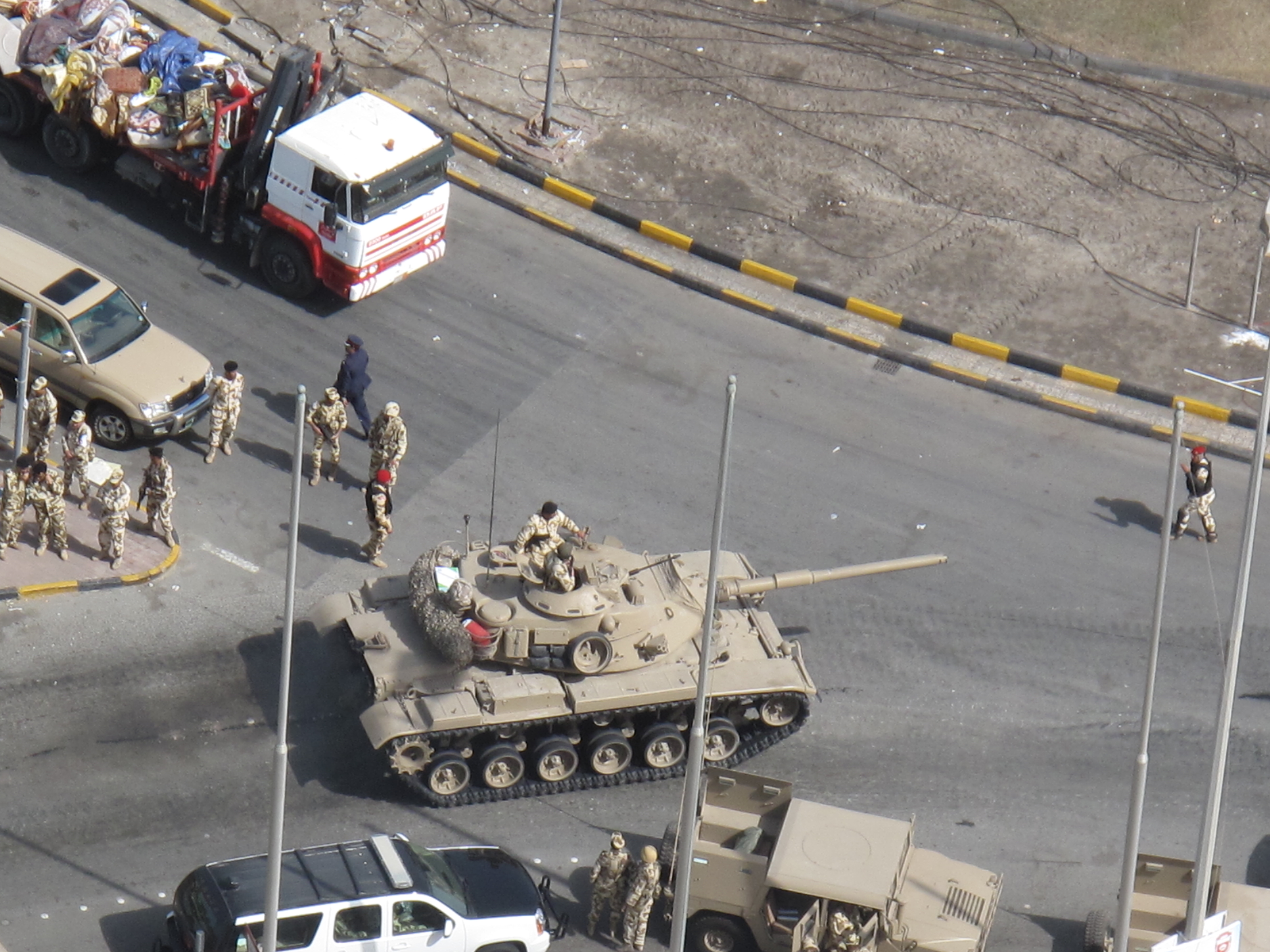
Танк під час заворушень в Pearl Roundabout 17 лютого 2011 року
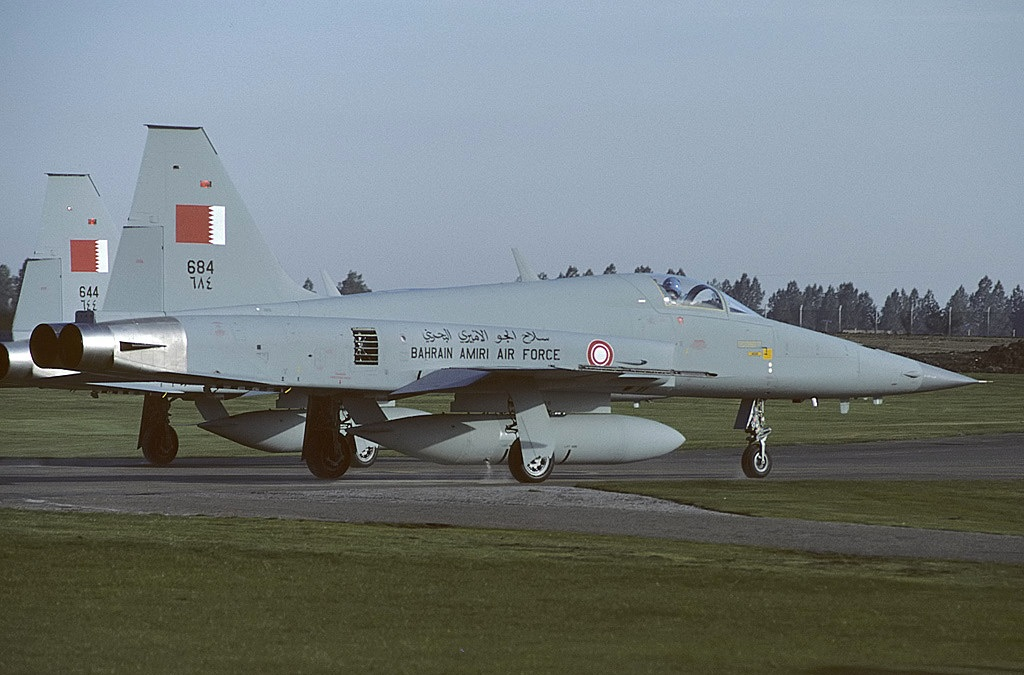
Northrop F-5E Tiger II ВПС Бахрейну, 1986 рік
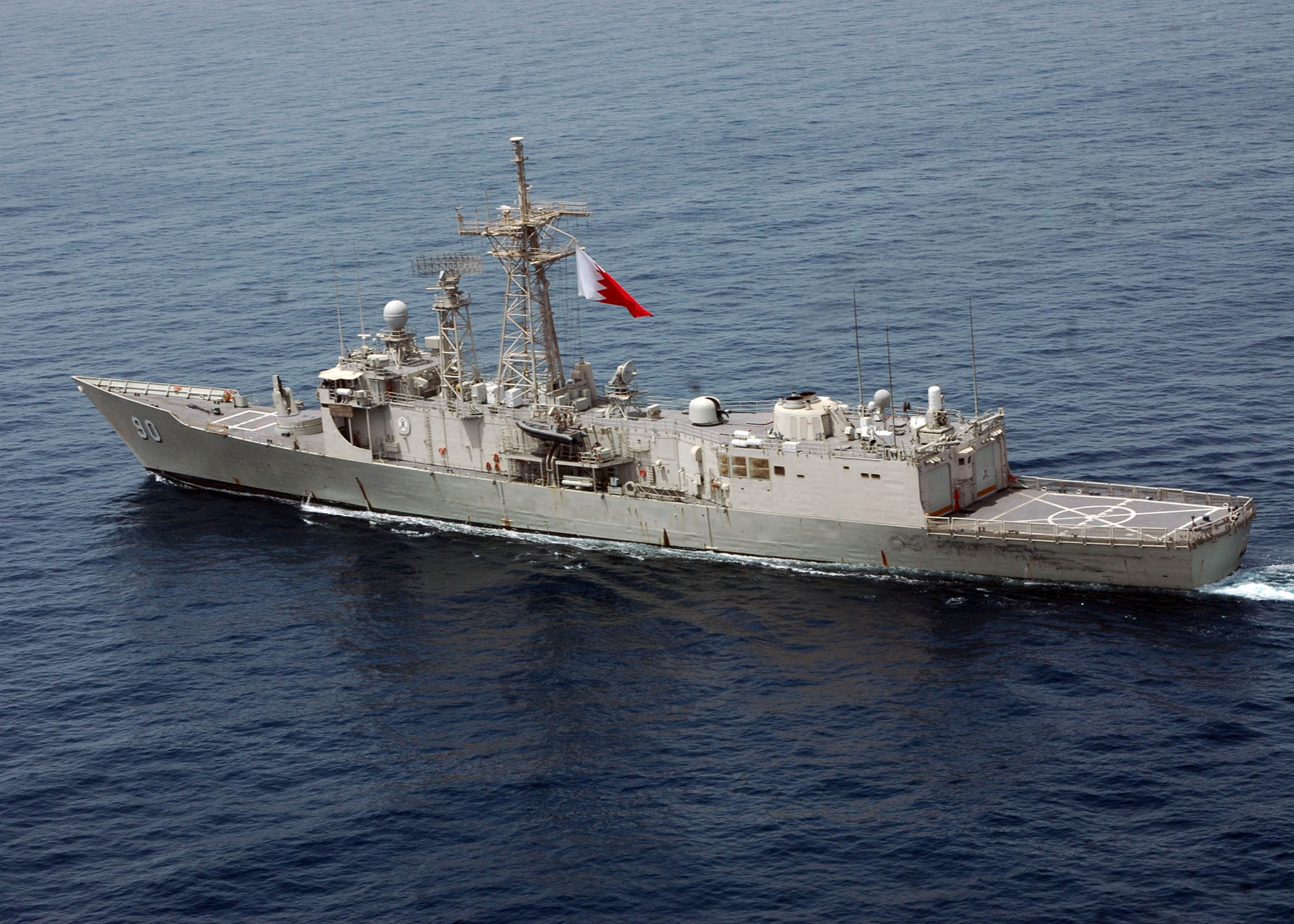
Фрегат Sabha (FFG 90)[en] класу Oliver-Hazard-Perry (отриманий у 1996) на навчаннях в 2008 році
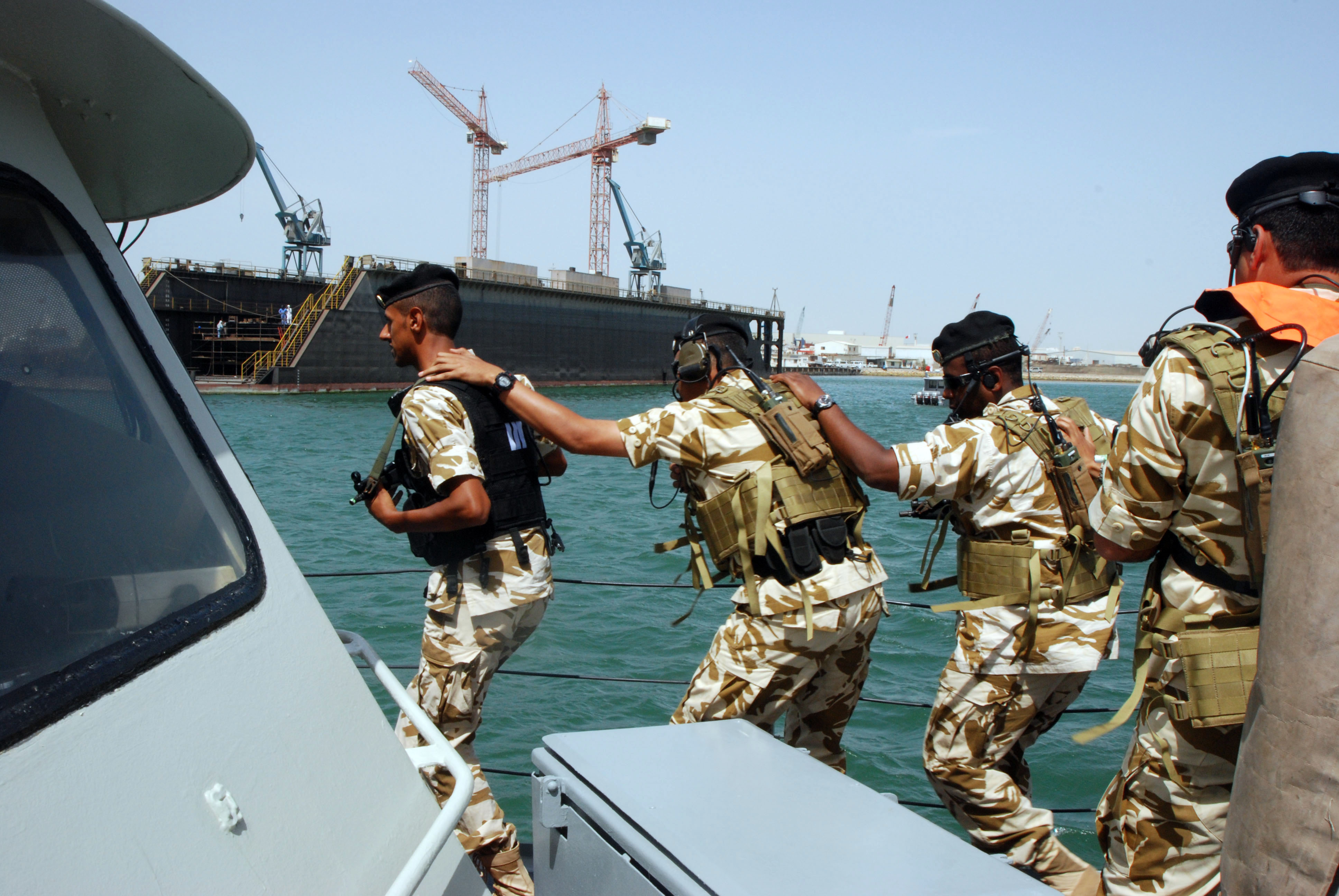
моряки Бахрейну під час навчань в порту Манама в 2008 році